# Apotolamprus densepunctatus
Apotolamprus densepunctatus là một loài bọ cánh cứng trong họ Bọ hung (Scarabaeidae).